# Államok vezetőinek listája 1919-ben
Ezen az oldalon az 1919-ben fennálló államok vezetőinek névsora olvasható földrészek, majd országok szerinti bontásban.

## Európa
- Albánia Olasz Protektorátus (olasz megszállás alatt)
  - Kormányfő – Turhan Përmeti (1918–1920), lista
- Andorra (parlamentáris társhercegség)
  - Társhercegek
    - Francia társherceg – Raymond Poincaré (1913–1920), lista
    - Episzkopális társherceg –
      1. Juan Benlloch i Vivó (1907–1919)
      2. Jaume Viladrich i Gaspa (1919–1920), ügyvivő, lista
- Ausztria (köztársaság)
- A Német-ausztriai Köztársaságot 1919. október 21-én követte az Osztrák Köztársaság.
  - Államfő –
    1. Franz Dinghofer + Johann Nepomuk Hauser + Karl Seitz (1918–1919), az Államtanács igazgatósága
    2. Karl Seitz (1919–1920), lista

  - Kormányfő – Karl Renner (1918–1920), lista
- Azerbajdzsán (el nem ismert állam)
  - Államfő – Alimardan Topcsubasov (1918–1920), a Központi Végrehajtó Bizottság elnöke
  - Kormányfő –
    1. Fatali Hán Hojszki (1918–1919)
    2. Naszib Juszifbejli (1919–1920), a Népi Komisszárok Tanácsa elnöke

  -  Arasz Köztársaság (el nem ismert állam)
  - 1919. júliusában visszaintegrálódott Azerbajdzsánba.
    - Államfő – Dzsafargulu Hán Nahcsivanszki (1918–1919)
- Belgium (monarchia)
  - Uralkodó – I. Albert király (1909–1934)
  - Kormányfő – Léon Delacroix (1918–1920), lista
- Belarusz (népköztársaság)
- A Belarusz Népköztársaságot fokozatosan felváltotta a Belorusz Szovjet Szocialista Köztársaság, és 1919. február és július között a Litván–Belorusz Szovjet Szocialista Köztársaság része volt.
  - Államfő –
    1. Zmicier Zsilunovics (1919)
    2. Alekszandr Mjasznyikjan (1919)
    3. Pjotra Krecseuszki (1919–1920), ellenkormány elnöke, a Központi Végrehajtó Bizottság elnöke
    4. Jan Szierada (1919–1920), rivális kormány

  - Kormányfő –
    1. Anton Luckevics (1918–1919)
    2. Vaclau Lasztouszki (1919–1920), a Népi Komisszárok Tanácsa elnöke
- Bolgár Cárság (monarchia)
  - Uralkodó – III. Borisz cár (1918–1943)
  - Kormányfő –
    1. Teodor Teodorov (1918–1919)
    2. Alekszandar Sztambolijszki (1919–1923), lista
- Csehszlovákia (köztársaság)
  - Államfő – Tomáš Garrigue Masaryk (1918–1935), lista
  - Kormányfő –
    1. Karel Kramář (1918–1919)
    2. Vlastimil Tusar (1919–1920), lista

  -  Szlovák Tanácsköztársaság (el nem ismert állam)
  - 1919. június 16. és július 7. között állt fenn.
    - Államfő – Antonín Janoušek (1919)
- Dánia (monarchia)
  - Uralkodó – X. Keresztély király (1912–1947)
  - Kormányfő – Carl Theodor Zahle (1913–1920), lista
- Egyesült Királyság (parlamentáris monarchia)
  - Uralkodó – V. György Nagy-Britannia királya (1910–1936)
  - Kormányfő – David Lloyd George (1916–1922), lista
  -  Írország (el nem ismert állam)
  - 1919. január 21-én kiáltotta ki függetlenségét.
    - Államfő –
      1. Cathal Brugha, (1919), Dáil Éireann elnöke
      2. Éamon de Valera (1919–1922)[1]
- Észtország
  -  Észtország (el nem ismert állam)
    - Államfő –
      1. Konstantin Päts (1918–1919)
      2. Otto Strandman (1919)
      3. Jaan Tõnisson (1919–1920), lista

  -  Észtországi Munkáskommün (el nem ismert állam
  - 1919. június 5-én felbomlott.
    - Államfő – Jaan Anvelt (1918–1919), elnök
- Finnország
- A Finn Királyság 1919. július 17-én változott Finn Köztársaságra.
  - Államfő –
    1. báró Carl Gustaf Emil von Mannerheim (1918–1919), régens
    2. Kaarlo Juho Ståhlberg (1919–1925), lista

  - Kormányfő –
    1. Lauri Ingman (1918–1919)
    2. Kaarlo Castrén (1919)
    3. Juho Vennola (1919–1920), lista
- Franciaország (köztársaság)
  - Államfő – Raymond Poincaré (1913–1920), lista
  - Kormányfő – Georges Clemenceau (1917–1920), lista
- Georgia (köztársaság)
  - Államfő –
    1. Noe Zsordania (1918–1919)
    2. Nyikolaj Csheidze (1919–1921), a grúz Országgyűlés elnöke, a Központi Végrehajtó Bizottság elnöke

  - Kormányfő – Noe Zsordania (1918–1921), a Népi Komisszárok Tanácsa elnöke
- Görögország (monarchia)
  - Uralkodó – Sándor király (1917–1920)
  - Kormányfő – Elefthériosz Venizélosz (1917–1920), lista
- Hollandia (monarchia)
  - Uralkodó – Vilma királynő (1890–1948)
  - Miniszterelnök – Charles Ruijs de Beerenbrouck (1918–1925), lista
- Izland (parlamentáris monarchia)
  - Uralkodó – X. Keresztély (1918–1944)
  - Kormányfő – Jón Magnússon (1917–1922),[2] lista
- Lengyelország (köztársaság)
  - Államfő – Józef Piłsudski (1918–1922), lista
  - Kormányfő –
    1. Jędrzej Moraczewski (1918–1919)
    2. Ignacy Jan Paderewski (1919)
    3. Leopold Skulski (1919–1920), lista

  -  Komancza (el nem ismert állam)
  - 1919. január 23-án visszaintegrálódott Lengyelországba.
    - Államfő – Panteleymon Shpylka (1918–1919), a Tanács elnöke

  -  Lemkó Köztársaság (el nem ismert állam)
    - Államfő – Jaroslav Kacmarcyk (1918–1920), elnök

  - Tarnobrzeg (el nem ismert állam)
  - 1919. elején felbomlott.
    - Államfők – Tomasz Dąbal és Eugeniusz Okon (1918–1919)
- Lettország
  -  Lettország (el nem ismert állam)
  - Államfő – Jānis Čakste (1918–1927), lista
  - Kormányfő – Kārlis Ulmanis (1918–1921), lista
  -   Lett Szocialista Szovjetköztársaság (el nem ismert állam)
    - Államfő – Pēteris Stučka, lista (1918–1920)
- Liechtenstein (parlamentáris monarchia)
  - Uralkodó – II. János herceg (1859–1929)
  - Kormányfő – Karl Aloys (1918–1920), lista
- Litván–Belorusz Szovjet Szocialista Köztársaság (köztársaság)
- A Belorusz Szovjet Szocialista Köztársaság és a Litvániai Szocialista Szovjetköztársaság egyesülésével jött létre; 1919. február 27. és július 17. között létezett.
  -     - A kommunista párt vezetője – Vincas Mickevičius-Kapsukas (1919)
    - Államfő – Kazimierz Cichowski (1919)
    - Kormányfő – Vincas Mickevičius-Kapsukas (1919)
- Litvánia
  -  Litvánia (el nem ismert állam)
  - Államfő – Antanas Smetona (1918–1920), lista
  - Kormányfő –
    1. Mykolas Sleževičius (1918–1919)
    2. Pranas Dovydaitis (1919)
    3. Mykolas Sleževičius (1919)
    4. Ernestas Galvanauskas (1919–1920), lista

  -  Litvániai Szocialista Szovjetköztársaság (el nem ismert állam)
  - 1919. február 27-én egybeolvadt Belarusszal, így létrehozva Litbelt (lásd fent).
    - A kommunista párt vezetője – Vincas Mickevičius-Kapsukas (1918–1919)
    - Államfő – Vincas Mickevičius-Kapsukas (1918–1919)
- Luxemburg (monarchia)
  - Uralkodó –
    1. Mária Adelaida nagyhercegnő (1912–1919)
    2. Sarolta nagyhercegnő (1919–1964)

  - Kormányfő – Émile Reuter (1918–1925), lista
- Magyar Népköztársaság (köztársaság)  Magyarországi Tanácsköztársaság (népköztársaság)
- A Magyar Népköztársaságot rövid időre, 1919. március 21. és augusztus 1. között felváltotta a Magyarországi Tanácsköztársaság, majd augusztus 8-án visszaállt a Magyar Népköztársaság.
  - Államfő –
    1. Károlyi Mihály gróf (1918–1919), ideiglenes
    2. Garbai Sándor (1919), a Központi Végrehajtó Bizottság elnöke
    3. Peidl Gyula (1919), miniszterelnök
    4. József főherceg (1919), régens
    5. Friedrich István (1919), miniszterelnök
    6. Huszár Károly (1919–1920), lista

  - Kormányfő –
    1. Károlyi Mihály gróf (1918–1919)
    2. Berinkey Dénes (1919)
    3. Garbai Sándor (1919), a Központi Végrehajtó Bizottság elnöke
    4. Peidl Gyula (1919), miniszterelnök
    5. Károlyi Gyula gróf (1919), ellenkormány
    6. P. Ábrahám Dezső (1919), ellenkormány
    7. Friedrich István (1919), miniszterelnök
    8. Huszár Károly (1919–1920), lista

  - Vendvidéki Köztársaság (el nem ismert állam)
  - 1919. május 29. és június 6. között független.
    - Államfő – Tkálecz Vilmos (1919), elnök
- Monaco (monarchia)
  - Uralkodó – I. Albert herceg (1889–1922)
  - Államminiszter –
    1. Georges Jaloustre (1918–1919), ügyvivő
    2. Raymond Le Bourdon (1919–1923), lista
- Németország
- A Német Császárságot 1919. augusztus 11-én váltotta fel a Weimari köztársaság.
  - Államfő –
    1. Robert Leinert + Max Cohen-Reuss + Hermann Müller (1918–1919), a Központi Tanács elnökei
    2. Wilhelm Pfannkuch (1919)
    3. Eduard David (1919)
    4. Friedrich Ebert (1919–1925), lista

  - Kancellár –
    1. Friedrich Ebert (1918–1919)
    2. Philipp Scheidemann (1919)
    3. Gustav Bauer (1919–1920), lista

  -  Bajor Tanácsköztársaság
  - 1919. április 7. és május 2. között volt független.
    - Államfő –
      1. Ernst Toller (1919)
      2. Eugen Leviné (1919)
- Német-ausztriai Köztársaság
- Lásd Ausztria alatt.
- Norvégia (monarchia)
  - Uralkodó – VII. Haakon király (1905–1957)
  - Kormányfő – Gunnar Knudsen (1913–1920), lista
- Olasz Királyság (monarchia)
  - Uralkodó – III. Viktor Emánuel király (1900–1946)
  - Kormányfő –
    1. Vittorio Emanuele Orlando (1917–1919)
    2. Francesco Saverio Nitti (1919–1920), lista
- Oroszország
  -  Oroszország (el nem ismert állam)
    - Államfő –
      1. Jakov Szverdlov (1917–1919)
      2. Mihail Vlagyimirszkij (1919)
      3. Mihail Kalinyin (1919–1938), a Tanácsok Összoroszországi Kongresszusa Központi Végrehajtó Bizottsága elnöke

    - Kormányfő – Vlagyimir Iljics Lenin (1917–1924), a Népi Komisszárok Tanácsának elnöke

  -  Összoroszországi Ideiglenes Kormány
    - Államfő – Alekszandr Kolcsak (1918–1920)
    - Kormányfő –
      1. Pjotr Vologodszkij (1918–1919)
      2. Viktor Pepeljájev (1919–1920)

    -  Alas (el nem ismert állam)
      - Államfő – Alikhán Bokejhánov (1917–1920)

    -  Don (el nem ismert állam)
      - Államfő –
        1. Pjotr Krasznov (1918–1919), atamán
        2. Afrikan Bogajevszkij (1919–1920), atamán

    -  Kubán (részben elismert állam)
      - Atamán –
        1. Alekszandr Filimonov (1918–1919)
        2. Nyikolaj Uszpenszkij (1919–1920)

      - Államfő –
        1. Nyikolaj Rjabonov (1918–1919)
        2. Fjodor Szuskov (1919–1920)

    -  Észak-kaukázusi Köztársaság (részben elismert állam)
      - Államfő –
        1. Psemaho Kocev (1918–1919)
        2. Vasszangiraj Dzsabagi (1919)
        3. Tarkovszkij herceg (1919–1920), diktátor

      - Kormányfő – Tapa Csermoeff (1918–1920)

    -  Észak-kaukázusi Emírség (el nem ismert állam)
      - Uralkodó – Uzun Hadzsi (1919–1920), emír

    -  Észak-Ingria (el nem ismert állam)
    - 1919. január 23-án kiáltotta ki függetlenségét.
      - Államfő –
        1. Santeri Termonen (1919)
        2. Juho Pekka Kokko (1919)
        3. Georg Elfvengren (1919–1920)
- Örményország (el nem ismert állam)
  - Államfő –
    1. Avetik Szahakjan (1918–1919)
    2. Avetisz Aharonyan (1919–1920)
    3. Szarkisz Kaszjan (1920–1921), a Népi Komisszári Tanács elnöke

  - Kormányfő –
    1. Hovhannesz Kacsaznouni (1918–1919)
    2. Alekszander Hatiszjan (1919–1920), lista

  -  Karsz Köztársaság (el nem ismert állam)
  - 1919 áprilisában integrálódott Örményországba.
    - Államfő – Cihangirzade İbrahim Bey (1918–1919)
- Pápai állam (abszolút monarchia)
  - Uralkodó – XV. Benedek pápa (1914–1922)
- Portugália
  -  Portugália (köztársaság)
    - Államfő –
      1. João do Canto e Castro (1918–1919)
      2. António José de Almeida (1919–1923), lista

    - Kormányfő –
      1. João Tamagnini Barbosa (1918–1919)
      2. José Relvas (1919)
      3. Domingos Pereira (1919)
      4. Alfredo de Sá Cardoso (1919–1920), lista

  -  Portugál Királyság (el nem ismert állam)
  - 1919. január 19. és február 14. között volt független.
    - Vezető – Henrique Mitchell de Paiva Couceiro (1919), a Kormányzó Junta vezetője
- Román Királyság (monarchia)
  - Uralkodó – I. Ferdinánd király (1914–1927)
  - Kormányfő –
    1. Ion I. C. Brătianu (1918–1919)
    2. Artur Văitoianu (1919)
    3. Alexandru Vaida-Voevod (1919–1920), lista
- San Marino (köztársaság)
  - San Marino régenskapitányai:
    1. Protogene Belloni és Francesco Morri (1918–1919)
    2. Domenico Vicini és Pietro Suzzi Valli (1919)
    3. Moro Morri és Francesco Pasquali (1919–1920), régenskapitányok
- Spanyolország (monarchia)
  - Uralkodó – XIII. Alfonz király (1886–1931)
  - Kormányfő –
    1. Álvaro de Figueroa (1918–1919)
    2. Antonio Maura (1919)
    3. Joaquín Sánchez de Toca Calvo (1919)
    4. Manuel Allendesalazar y Muñoz de Salazar (1919–1920), lista
- Svájc (konföderáció)
  - Szövetségi Tanács:[3]
  - Eduard Müller (1895–1919), Giuseppe Motta (1911–1940), Camille Decoppet (1912–1919), Edmund Schulthess (1912–1935), Felix Calonder (1913–1920), Gustave Ador (1917–1919), elnök, Robert Haab (1917–1929), Ernest Chuard (1919–1928), Karl Scheurer (1919–1929), Jean-Marie Musy (1919–1934)
- Svédország (parlamentáris monarchia)
  - Uralkodó – V. Gusztáv király (1907–1950)
  - Kormányfő – Nils Edén (1917–1920), lista
- Szerb-Horvát-Szlovén Királyság (monarchia)
  - Uralkodó – I. Péter király (1903–1921)[4]
  - Kormányfő –
    1. Stojan Protić (1918–1919)
    2. Ljubomir Davidović (1919–1920), miniszterelnök
- Ukrajna
  -  Ukrán Népköztársaság (népköztársaság)
    - Államfő –
      1. Volodimir Vinnicsenko (1918–1919)
      2. Szimon Petljura (1919–1921), a kormány elnöke

    - Kormányfő –
      1. Volodimir Csehivszkij (1918–1919)
      2. Szerhij Osztapenko (1919)
      3. Borisz Martosz (1919)
      4. Iszaak Mazepa (1919–1920), miniszterelnök

  -  Ukrán Szovjet Szocialista Köztársaság (el nem ismert állam)
  - 1919. március 10-én kiáltották ki.
    - A kommunista párt vezetője –
      1. Emanuel Kviring (1918–1919)
      2. Sztanyiszlav Koszior (1919)
      3. Rafail Farbman (1919–1920), első titkár

    - Államfő –
      1. a miniszterelnök töltötte be (1918–1919)
      2. Grigorij Petrovszkij (1919–1938), elnök

    - Kormányfő –
      1. Jurij Pjatakov (1918–1919)
      2. Christian Rakovsky (1919)
      3. Grigorij Petrovszkij (1919–1920), elnök

  -  Nyugat-Ukrán Népköztársaság (el nem ismert állam)
  - 1919. január 22-én integrálódott az Ukrán Népköztársaságba.
    - Államfő – Jevhen Petrusevics (1918–1919), a Nyugat-Ukrán Népköztársaság elnöke
      - Kormányfő –

      1. Koszt Levicki (1918–1919)
      2. Szidir Holubovics (1919), a Nyugat-Ukrán Népköztársaság miniszterelnöke

    - Hucul Köztársaság (el nem ismert állam)
    - 1919. január 9. és június között volt független.
      - Vezető – Sztepan Klocsurak (1919), miniszterelnök

## Afrika
- Dél-afrikai Unió (monarchia)
  - Uralkodó – V. György Nagy-Britannia királya (1910–1936)
  - Főkormányzó – Sydney Buxton (1914–1920), Dél-Afrika kormányát igazgató tisztviselő
  - Kormányfő –
    1. Louis Botha (1910–1919)
    2. Jan Smuts (1919–1924), lista
- Dervis Állam (el nem ismert állam)
  - Uralkodó – Mohammed Abdullah Hassan (1896–1920)
- Etiópia (monarchia)
  - Uralkodó – Zauditu császárnő (1916–1930)
  - Régens – Rasz Tafari Makonnen (1916–1930)
  - Kormányfő – Habte Gijorgisz Dinagde (1909–1927), lista
- Libéria (köztársaság)
  - Államfő – Daniel Edward Howard (1912–1920), lista
- Tripolitánia (el nem ismert szakadár állam)
  - Államfő – Ahmad Tahír al-Murajjíd (1918–1923), Tripolitánia Központi Reformtanácsa elnöke

## Dél-Amerika
- Argentína (köztársaság)
  - Államfő – Hipólito Yrigoyen (1916–1922), lista
- Bolívia (köztársaság)
  - Államfő – José Gutiérrez (1917–1920), lista
- Brazília (köztársaság)
  - Államfő –
    1. Delfim Moreira (1918–1919), ügyvivő
    2. Epitácio Pessoa (1919–1922), lista
- Chile (köztársaság)
  - Államfő – Juan Luis Sanfuentes (1915–1920), lista
- Ecuador (köztársaság)
  - Államfő – Alfredo Baquerizo (1916–1920), lista
- Kolumbia (köztársaság)
  - Államfő – Marco Fidel Suárez (1918–1922), lista
- Paraguay (köztársaság)
  - Államfő –
    1. Manuel Franco (1916–1919)
    2. José Pedro Montero (1919–1920), ügyvivő, lista
- Peru (köztársaság)
  - Államfő –
    1. José Pardo y Barreda (1915–1919)
    2. Augusto B. Leguía (1919–1930), lista

  - Kormányfő –
    1. Germán Arenas Zuñiga (1918–1919)
    2. Juan Manuel Zuloaga (1919)
    3. Germán Leguía y Martínez Jakeway (1919–1922), lista
- Uruguay (köztársaság)
  - Államfő –
    1. Feliciano Viera (1915–1919)
    2. Baltasar Brum (1919–1923), lista
- Venezuela (köztársaság)
  - Államfő – Victorino Márquez Bustillos (1914–1922), ideiglenes, lista

## Észak- és Közép-Amerika
- Amerikai Egyesült Államok (köztársaság)
  - Államfő – Thomas Woodrow Wilson (1913–1921), lista
- Costa Rica (köztársaság)
  - Államfő –
    1. Federico Tinoco Granados (1917–1919)
    2. Juan Bautista Quirós Segura (1919), ügyvivő
    3. Francisco Aguilar Barquero (1919–1920), ideiglenes, lista
- Dominikai Köztársaság (USA megszállás alatt)
  - Kormányzó –
    1. Ben Hebard Fuller (1918–1919)
    2. Thomas Snowden (1919–1921), Santo Domingo kormányzója
- Salvador (köztársaság)
  - Államfő –
    1. Alfonso Quiñónez Molina (1918–1919), ügyvivő
    2. Jorge Meléndez (1919–1923), lista
- Guatemala (köztársaság)
  - Államfő – Manuel Estrada Cabrera (1898–1920), lista
- Haiti (USA-megszállás alatt)
  - Amerikai képviselő –
    1. Albertus W. Catlin (1918–1919)
    2. John H. Russell, Jr. (1919–1930)

  - Államfő – Philippe Sudré Dartiguenave (1915–1922), lista
- Honduras (köztársaság)
  - Államfő –
    1. Francisco Bertrand (1913–1919)
    2. Salvador Aguirre (1919), ügyvivő
    3. Vicente Mejía Colindres (1919), ügyvivő
    4. Francisco Bográn (1919–1920), ügyvivő, lista
- Kanada (parlamentáris monarchia)
  - Uralkodó – V. György király (1910–1936)
  - Főkormányzó – Victor Cavendish (1916–1921), lista
  - Kormányfő – Sir Robert Borden (1911–1920), lista
- Kuba (köztársaság)
  - Államfő – Mario García Menocal (1913–1921), lista
- Mexikó (köztársaság)
  - Államfő – Venustiano Carranza (1914–1920), lista
- Nicaragua (köztársaság)
  - Államfő – Emiliano Chamorro Vargas (1917–1921), lista
- Panama (köztársaság)
  - Államfő – Belisario Porras Barahona (1918–1920), lista
- Új-Fundland (monarchia)
  - Uralkodó – V. György király (1910–1936)
  - Kormányzó – Sir Charles Alexander Harris (1917–1922)
  - Kormányfő –
    1. Sir William F. Lloyd (1918–1919)
    2. Sir Michael Patrick Cashin (1919)
    3. Sir Richard Squires (1919–1923), lista

## Ázsia
- Afganisztán (monarchia)
  - Uralkodó –
    1. Habibullah Kán emír (1901–1919)
    2. Nasrullah Kán emír (1919)
    3. Amanullah Kán emír (1919–1929)
- Aszír (idríszida emírség)
  - Uralkodó – Muhammad ibn Ali al-Idríszi (1909–1923), emír
- Buhara
  - Uralkodó – Mohammed Alim kán (1911–1920)
- Dzsebel Sammar (monarchia)
  - Uralkodó – Szaúd bin Abdulazíz (1910–1920), Dzsebel Sammar emírje
- Hidzsáz (el nem ismert állam)
  - Uralkodó – Huszejn ibn Ali király (1908–1924)[5]
- Hiva
  - Uralkodó – Szajid Abdullah kán (1918–1920)
- Japán (császárság)
  - Uralkodó – Josihito császár (1912–1926)
  - Kormányfő – Hara Takasi (1918–1921), lista
- Jemen (el nem ismert állam)
  - Uralkodó – Jahia Mohamed Hamidaddin király (1904–1948)[6]
- Kína
  -  Pekingi Kormányzat
    - Államfő – Csu Sicsang (1918–1922), Kína katonai kormányzatának generalisszimusza
    - Kormányfő –
      1. Csien Neng-szun (1918–1919), ügyvivő
      2. Gong Sin-zsan (1919), ügyvivő
      3. Csin Jün-peng (1919–1920), Kína Államtanácsának ideiglenes elnöke

  -  Mongólia (Kína Pekingi Kormányzata megszállása alatt)
  - Kína Pekingi Kormányzata 1919 októberében megszállta.
    - Uralkodó – Bogdo kán (1911–1919)
    - Kormányfő –
      1. Töksz-Ocsirin Namnanszüren (1912–1919)
      2. Goncsigdzsalzangín Badamdordzs (1919–1921), lista

  -  Nemzeti Kormányzat (köztársaság)
    - Államfő – Cen Csün-suan (1918–1920), lista

  -  Tibet (el nem ismert, de facto független állam)
    - Uralkodó – Tubten Gyaco, Dalai láma (1879–1933)
- Maszkat és Omán (abszolút monarchia)
  - Uralkodó – Tajmur szultán (1913–1932)
- Nedzsd és Hasza Emírség (monarchia)
  - Uralkodó – Abdul-Aziz emír (1902–1953)[7]
- Nepál (alkotmányos monarchia)
  - Uralkodó – Tribhuvana király (1911–1950)
  - Kormányfő – Csandra Samser Dzsang Bahadur Rana (1901–1929), lista
- Oszmán Birodalom (monarchia)
  - Uralkodó – VI. Mehmed szultán (1918–1922)
  - Kormányfő –
    1. Ahmet Tevfik Pasa (1918–1919)
    2. Damad Ferid Pasa (1919)
    3. Ali Rıza Pasa (1919–1920), lista
- Perzsia (monarchia)
  - Uralkodó – Ahmad Sah Kadzsar sah (1909–1925)
  - Kormányfő – Haszán Pirnia (1918–1920), lista
- Sziám (parlamentáris monarchia)
  - Uralkodó – Vadzsiravudh király (1910–1925)

## Óceánia
- Ausztrália (parlamentáris monarchia)
  - Uralkodó – V. György Ausztrália királya (1910–1936)
  - Főkormányzó – Sir Ronald Munro Ferguson (1914–1920), lista
  - Kormányfő – Billy Hughes (1915–1923), lista
- Új-Zéland (parlamentáris monarchia)
  - Uralkodó – V. György Új-Zéland királya (1910–1936)
  - Főkormányzó – Arthur Foljambe[8] (1912–1920), lista
  - Kormányfő – William Massey (1912–1925), lista